# Stazione di Vibo Valentia-Pizzo
La stazione di Vibo Valentia-Pizzo è il principale scalo ferroviario della città di Vibo Valentia e della provincia vibonese, sita al km 282 della Battipaglia-Reggio Calabria.

## Storia
La stazione fu aperta nel 1972, in concomitanza con l'apertura della variante di tracciato ("direttissima") fra Eccellente e Rosarno.
La stazione, gestita da Rete Ferroviaria Italiana, si è aggiunta a quella storica all'interno della frazione di Vibo Marina nel comune di Vibo Valentia, posta sull'antico tracciato costiero a binario unico (via Tropea), che ha cambiato il proprio nome in Vibo Marina.
Data la dismissione dal servizio passeggeri delle stazioni di Eccellente, Curinga e San Pietro a Maida la stazione successiva è Lamezia Terme Centrale.

## Strutture e impianti
Ha 4 binari con servizio prevalentemente passeggeri.

## Movimento

### Trasporto nazionale
La stazione è servita da treni InterCity, InterCity Notte, Frecciargento, Frecciarossa ed Italo, che collegano lo scalo con Lamezia Terme, Paola, Salerno, Napoli, Roma, Firenze, Bologna, Reggio Emilia, Milano, Torino, Ferrara, Padova, Venezia, Villa San Giovanni, Reggio Calabria e Sicilia.
I treni InterCity e InterCity Notte vengono effettuati con locomotive E.401, E.402B, E.403 con carrozze UIC-Z + semipilota di seconda classe e Gran Confort di prima classe.
I treni Frecciarossa e Frecciargento vengono effettuati con elettrotreni ETR.1000, ETR.500 ed ETR.485.
I treni Italo vengono effettuati con elettrotreni ETR.675.

### Trasporto regionale
La stazione è servita da treni Regionali che collegano Vibo Valentia-Pizzo con:
- Reggio Calabria Centrale
- Melito di Porto Salvo
- Lamezia Terme Centrale
- Paola
- Cosenza  (via Paola)
- Sibari (via Paola-Cosenza)

I treni del trasporto regionale vengono effettuati con E.464 con carrozze UIC-X restaurate + carrozze semipilota, carrozze MDVC, carrozze MDVE + carrozze semipilota, miste di prima e seconda classe. Inoltre vengono utilizzati i treni Minuetto ALe 501/502.

## Servizi
La stazione, che RFI classifica nella categoria Silver, dispone di:
- Biglietteria a sportello
- Biglietteria automatica
- Servizi igienici
- Bar